# NGC 565
NGC 565 je galaksija u zviježđu Kit.

## Vanjske poveznice
- SEDS: NGC 0565